# سوخوي سو-9
سوخوي سو-9 (بالإنجليزية: Sukhoi Su-9)‏ هي طائرة مقاتلة من صناعة سوخوي. كان أول طيران لها في 24 يونيو 1956. دخلت الخدمة في 1959، انتهت خدمتها في 1970. صنع منها 1150 طائرة.